# Super Licence de la FIA
La Super Licence de la FIA correspond à la certification délivrée par la Fédération internationale de l'automobile (FIA) permettant à un pilote automobile de concourir au championnat du monde de Formule 1. Après une tentative infructueuse en 1982, la Super Licence est introduite lors de la saison 1984 comme condition préalable pour courir en Formule 1.
Plus haut degré des licences internationales de pilotage, la Super Licence permet à son détenteur de prouver qu'il possède les qualifications requises pour conduire une voiture de Formule 1. Pour l'obtenir, un pilote doit démontrer de façon constante ses capacités à piloter une F1 et avoir obtenu de bons résultats dans d'autres catégories. Des points sont attribués selon les résultats décrochés dans les différents championnats et la participation à des essais en Formule 1. Un pilote doit accumuler 40 points pour valider sa Super Licence pour la première fois. Ce système est mis en place afin d'éviter que des pilotes inexpérimentés ou sous-qualifiés prennent part à des courses de Formule 1.

## Histoire

### Origine
La Super Licence est introduite pour la première fois au début du championnat 1982. Cette nouveauté est présentée par Jean-Marie Balestre, le président de la Fédération internationale du sport automobile (FISA) à cette époque. Cette certification doit permettre de déterminer si un pilote a les compétences pour rouler en Formule 1, mais il s'agit aussi d'un outil de contrôle des autorités sportives. Par exemple, cette version du permis interdit aux pilotes d'outrepasser leurs contrats pour rejoindre d'autres écuries en cours de saison. De plus, la Super Licence ajoute une clause qui stipule que les pilotes s'engagent à ne pas faire de tort aux intérêts matériels et moraux ou à l'image du championnat. Ces deux objets sont rapidement contestés par les pilotes qui demandent une révision du règlement.

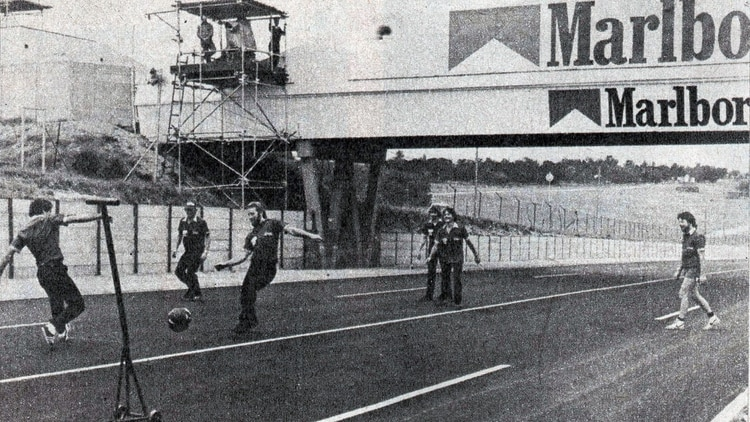
Mécaniciens jouant au football sur la voie des stand pendant la grève des pilotes au GP d'Afrique du Sud 1982.

Au Grand Prix d'Afrique du Sud 1982, première épreuve de la saison, les pilotes se voient obligés à leur arrivée de faire une demande de Super Licence. Menés par Niki Lauda et Didier Pironi, les pilotes de Formule 1 refusent de signer le document et demandent des changements concernant les points discordants de la Super Licence. La FISA refuse et menace les pilotes récalcitrants d'expulsion du championnat. Ces derniers ne se résignent pas et, le lendemain, se retirent du circuit avant les essais du jeudi pour entamer une grève. Le bras de fer continue jusqu'au vendredi où les pilotes obtiennent finalement des garanties de la part de la FISA qui accepte de réexaminer le règlement a posteriori. Après la course, la FISA veut dans un premier temps suspendre les grévistes, mais la sanction est transformée en amendes, qui seront réglées par les écuries.
Les règles de la Super Licence continuent d'être discutées au cours des saisons 1982 et 1983. Un nouveau texte est finalement approuvé durant le congrès de la FISA du 23 et 24 avril 1983. La Super Licence est introduite pour le championnat 1984.

### Avant la réforme 2016
Avant la réforme de 2016, la Super Licence a peu évolué depuis ses origines et peut être obtenue de différentes manières. L'une des options largement utilisées est la conduite d'une voiture de Formule 1 durant 300 km à la vitesse de course sur une période de deux jours. Le permis est délivré à titre provisoire pour une période probatoire de douze mois et peut être réexaminé et retiré à tout moment si nécessaire.
Une autre option est d'avoir obtenu de bons résultats dans des catégories inférieures. La Super Licence a notamment été accordée à des pilotes terminant dans le haut du classement de compétitions telles le GP2 Series, la Formule 3, la Super Formula, l'Indycar Series, etc.,.
Les pilotes qui sont déjà titulaires d'une Super Licence et qui ont participé à un minimum de cinq Grands Prix au cours de la saison précédente ou à au moins quinze Grands Prix au cours des trois saisons précédentes, ou qui ont été pilotes d'essai pour une équipe du championnat du monde de Formule 1 lors de la saison précédente, se sont également vu attribuer une Super Licence pour la saison suivante.
Jusqu'au championnat du monde de Formule 1 2000, la Super Licence était liée au permis de conduire, de sorte que si le permis du pilote était retiré, la Super Licence pouvait également l'être. Cependant, depuis 2000, en cas d'infractions graves au code de la route, la FIA peut tout de même sanctionner un pilote en l'avertissant, en suspendant sa Super Licence ou en l'obligeant à participer des activités d'intérêt général.

### Réforme de 2016

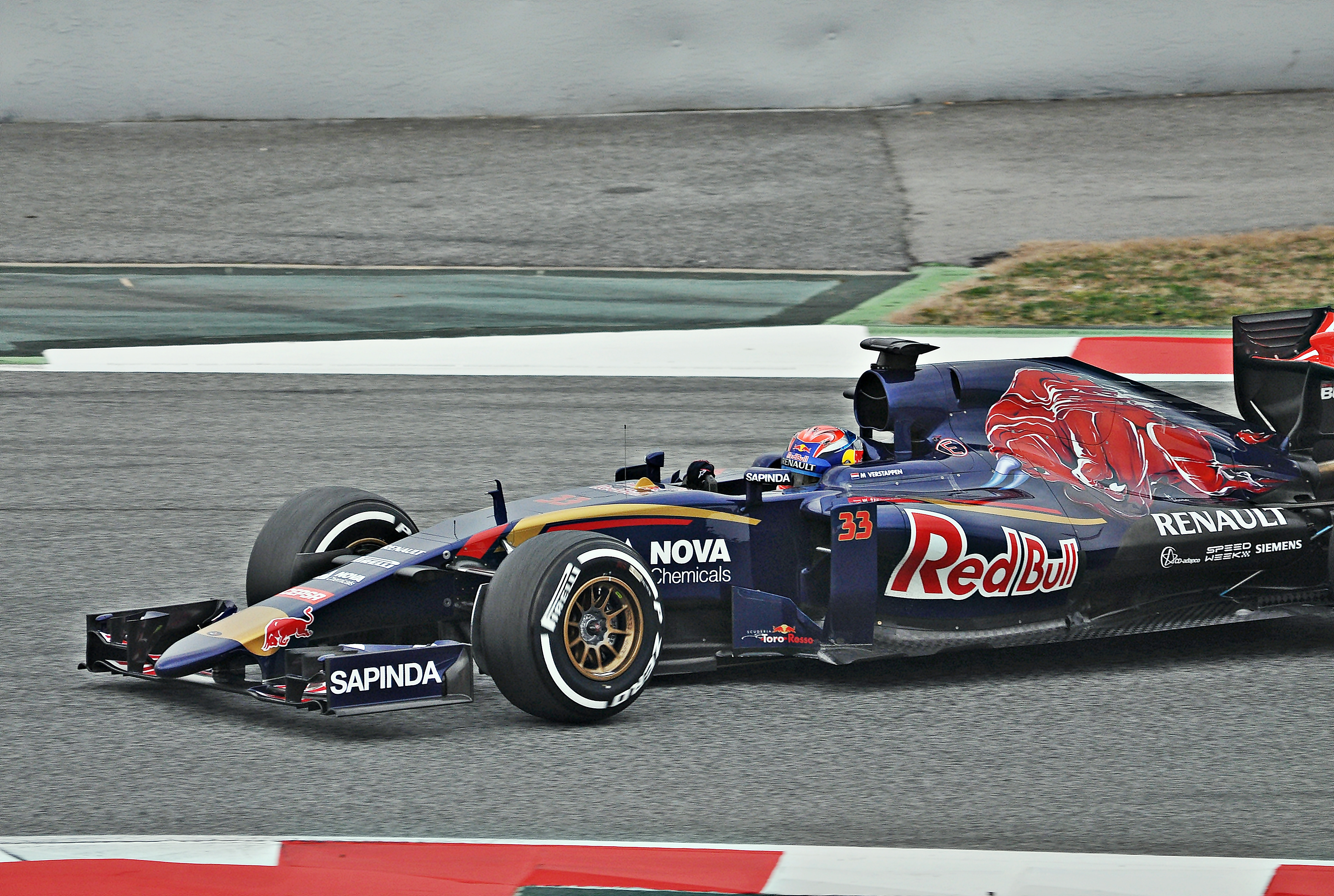
Max Verstappen au volant d'une Toro Rosso en 2015.

En septembre 2014, le pilote néerlandais Max Verstappen, âgé de 16 ans, parcourt les 300 km requis lors d'essais au volant de la Toro Rosso STR9 pour obtenir sa Super Licence. Bien qu'il soit à ce moment champion du monde de karting en titre, son expérience en course au volant d'une monoplace se limite à moins d'une saison dans le championnat d'Europe de Formule 3. Cette précocité provoque de nombreuses critiques des critères d'attribution de la Super Licence de la part d'anciens et d'actuels pilotes ou de responsables d'équipe. Une polémique similaire a déjà eu lieu en 2001, lorsque Kimi Räikkönen, âgé de 21 ans et dont l'expérience se résumait à 23 courses en Formule Renault 2.0, s'est vu attribuer une Super Licence à titre probatoire.
En conséquence, la FIA annonce qu'elle procèdera à une révision des critères d'attribution de la Super Licence lors d'une réunion du conseil mondial du sport automobile en fin d'année 2014.
En décembre 2014, de nouveaux critères sont adoptés par le conseil mondial de la FIA. À partir du championnat du monde de Formule 1 2016, les pilotes souhaitant obtenir une Super Licence doivent désormais être âgés de plus de 18 ans et être titulaire d'un permis de conduire valide. De plus, le pilote doit avoir concouru durant au moins deux saisons à 80 % des courses d'un championnat reconnu par la fédération. Un système de points de Super Licence est également mis en place. Ces points peuvent être acquis en obtenant un bon résultat final dans un championnat reconnu. Les pilotes doivent obtenir un total de 40 points sur trois saisons successives pour valider l'obtention de leur Super Licence. Les conditions de renouvellement pour les pilotes possédant déjà une Super Licence restent inchangées.
La Super Licence ne doit pas être confondue avec le permis à points établi en 2014. Ce dernier permet de comptabiliser les infractions commises en piste. Démarrant à 12 points, un pilote peut perdre des points en cas de comportements dangereux sur la piste et, en cas de perte de tous ses points, être suspendu le temps d’un Grand Prix.

### Réforme de 2024
La FIA modifie l'annexe L du Code Sportif International, concernant la partie sur l'âge minimal pour participer à des compétitions. L'article 13.2.2 qui statuait que le pilote doit être détenteur d'un permis de conduire en cours de validité lorsqu'il demande une Superlicence Essais Libres pour la première fois est supprimé. Désormais, il est possible d'autoriser un pilote à débuter à 17 ans si la FIA le juge apte à le faire selon ce qu'il montre en formules de promotion : « À la seule appréciation de la FIA, un pilote jugé comme ayant récemment et constamment fait preuve d’une capacité et d'une maturité exceptionnelles dans des compétitions pour voitures de formule monoplace peut se voir accorder une Superlicence uniquement à l'âge de 17 ans. »,

## Format actuel

### Degrés des licences
La FIA régie la délivrance des licences internationales selon le règlement défini dans le code sportif international. Il existe différents degrés de licences qui comportent chacune leur exigences de qualification. Depuis 2022, elles sont divisés en différents degrés allant de A et G, en plus d'inclure des degrés spéciaux comme la Super Licence. Pour prétendre à une licence internationale, les pilotes doivent avoir seize ans révolus (à l'exception de la Super Licence et des licences juniors).
| Degrés         | Catégories accessibles |
| -------------- | --- |
| Super Licence  | Requis pour le championnat du monde de Formule 1. |
| Degrés A (ITA) | Requis pour les monoplaces et les sport-prototypes présentant un rapport poids/puissance inférieur ou égal à 1 kg/ch. |
| Degrés B (ITB) | Requis pour les monoplaces, les sport-prototypes, les GT et les voitures de tourisme présentant un rapport poids/puissance compris entre 1 kg/ch et 2 kg/ch. |
| Degrés C       | ITC-C (Circuit) : - requis pour les voitures présentant un rapport poids/puissance compris entre 2 kg/ch et 3 kg/ch. - les championnats d’autocross Super Buggy, de rallycross Supercar et de camions (cat.1) de la FIA. - certaines voitures historiques. ITC-R (Route) : - les championnats de rallye des groupes Rally1, Rally 2 et RGT. - les championnats de cross country du groupe T1. - les championnats de course de côte des groupes CN/D et E2 CATII. |
| Degrés D       | ITD-C (Circuit) : - requis pour les voitures présentant un rapport poids/puissance supérieur à 3 kg/ch. - les championnats d’autocross (sauf Super Buggy), de rallycross (sauf Supercar), de camions (cat.2) et de drift de la FIA. - toutes les voitures historiques non-concernées par les degrés supérieur. ITD-R (Route) : - les championnats de rallye des groupes Rally3, Rally4, Rally5. - les championnats de cross country (sauf groupe T1). - les championnats de course de côte (sauf groupes CN/D et E2 CATII). - les voitures historiques de course de côte et de rallye. |
| Degrès E à G   | Degrès utilisés pour les compétitions de karting séniors et juniors, d'autocross-XC séniors et juniors et de rallycross juniors. |

Il existe également des licences spéciales destinées à des compétitions spécifiques comme la Formule E et le dragster ou pour les tentatives de record de vitesse terrestre.

### Conditions d'obtention
La Super Licence est valable une année, correspondante à l'année de délivrance du document. Elle peut être renouvelée année après années si le pilote répond aux conditions définies par le code sportif international de la FIA.
Les pilotes demandant une Super Licence pour la première fois doivent remplir plusieurs conditions:
1. Être détenteur d'une licence internationale de degrés A en cours de validité.
2. Être détenteur d'un permis de conduire en cours de validité.
3. Être âgé d'au moins 18 ans au début de sa première épreuve de Formule 1.
4. Se soumettre à une séance de questions concernant les points les plus importants du code sportif international et du règlement sportif de Formule 1.
5. Avoir effectué au moins 80% de chacune de deux saisons complètes d'un des championnats pour monoplace reconnus.
6. Avoir accumulé au moins 40 points de Super Licence soit au cours des trois années civiles précédentes ou, soit au cours des deux années précédentes avec l'année en cours.

Un pilote possédant déjà une Super Licence peut la renouveler pour l'année en cours selon certaines conditions:
- Avant de soumettre sa demande, le pilote doit avoir déjà effectué au moins 100 km au cours d'une séance d'essais libre du championnat du monde de Formule 1 lors de l'une des trois années précédentes.
- Si la Super Licence a été reçu il y a plus de trois ans, le pilote doit, en plus de la condition précédente, être considéré, à la seule appréciation de la FIA, comme ayant fait preuve récemment et régulièrement de capacité exceptionnelles au volant de monoplace.

De son côté, l'écurie de Formule 1 concernée doit démontrer que son pilote a conduit de manière constante une voiture de Formule 1 récente sur au moins 300 km à une vitesse de course en l'espace de 2 jours au maximum et cela pas plus de 180 jours avant le dépôt de la demande.

#### Points de Super Licence
Les points de Super Licence peuvent être obtenus par les pilotes en terminant dans les meilleures places d'un championnat automobile. Ces points sont nécessaires pour valider la première obtention de la Super Licence. Actuellement, les résultats de deux championnats peuvent être accumulés au maximum par année civile, à la condition que le deuxième championnat commence après la fin du premier. Les pilotes peuvent aussi obtenir un maximum de 12 points au sein des championnats de karting et ces derniers sont valables cinq ans au lieu de trois. Les pilotes de moins de 15 ans participant aux championnats nationaux de Formule 4 ne peuvent pas inscrire de points.
En plus des résultats dans les championnats détaillés dans le tableau ci-dessous, il est également possible d'obtenir des points de Super Licence dans d'autres circonstances. Un pilote peut obtenir un point supplémentaire pour chaque participation à des essais libres ayant lieu en marge d'un Grand Prix du championnat du monde de Formule 1. Un maximum de 10 points supplémentaires peuvent ainsi être obtenus grâce aux essais. Deux points supplémentaires peuvent aussi être obtenus si le pilote participe à l'intégralité d'un championnat de la FIA sans obtenir de pénalité dans le cas où un système de pénalité est appliqué. Enfin, le vainqueur de la coupe du monde de Formule 3, qui se déroule sur une course unique, se voit attribuer 5 points supplémentaires en plus de ses résultats annuels.
| Position au classement général annuel             | 1er | 2e | 3e | 4e | 5e | 6e | 7e | 8e | 9e | 10e |
| ------------------------------------------------- | --- | -- | -- | -- | -- | -- | -- | -- | -- | --- |
| Formule 2 FIA                                     | 40  | 40 | 40 | 30 | 20 | 10 | 8  | 6  | 4  | 3   |
| IndyCar                                           | 40  | 30 | 20 | 10 | 8  | 6  | 4  | 3  | 2  | 1   |
| Formule 3 FIA                                     | 30  | 25 | 20 | 15 | 12 | 9  | 7  | 5  | 3  | 2   |
| Formule E FIA                                     | 30  | 25 | 20 | 10 | 8  | 6  | 4  | 3  | 2  | 1   |
| FIA WEC - LMP1/LMH                                | 30  | 24 | 20 | 16 | 12 | 10 | 8  | 6  | 4  | 2   |
| Formule Régionale Europe                          | 25  | 20 | 15 | 10 | 7  | 5  | 3  | 2  | 1  | 0   |
| Super Formula                                     | 25  | 20 | 15 | 10 | 7  | 5  | 3  | 2  | 1  | 0   |
| FIA WEC - LMP2                                    | 20  | 16 | 12 | 10 | 8  | 6  | 4  | 2  | 0  | 0   |
| Super GT (GT500)                                  | 20  | 16 | 12 | 10 | 7  | 5  | 3  | 2  | 1  | 0   |
| Formule Régionale Moyen-Orient                    | 18  | 14 | 12 | 10 | 6  | 4  | 3  | 2  | 1  | 0   |
| Formule Régionale Amériques                       | 18  | 14 | 12 | 10 | 6  | 4  | 3  | 2  | 1  | 0   |
| Formule Régionale Japon                           | 18  | 14 | 12 | 10 | 6  | 4  | 3  | 2  | 1  | 0   |
| Formule Régionale Océanie                         | 18  | 14 | 12 | 10 | 6  | 4  | 3  | 2  | 1  | 0   |
| Formule Régionale Inde                            | 18  | 14 | 12 | 10 | 6  | 4  | 3  | 2  | 1  | 0   |
| IMSA - Prototype (DPi et LMP2)                    | 18  | 14 | 10 | 8  | 6  | 4  | 3  | 1  | 0  | 0   |
| DTM                                               | 15  | 12 | 10 | 7  | 5  | 3  | 2  | 1  | 0  | 0   |
| FIA WTCR                                          | 15  | 12 | 10 | 7  | 5  | 3  | 2  | 1  | 0  | 0   |
| International Supercars Championship              | 15  | 12 | 10 | 7  | 5  | 3  | 2  | 1  | 0  | 0   |
| NASCAR Cup                                        | 15  | 12 | 10 | 7  | 5  | 3  | 2  | 1  | 0  | 0   |
| Indy Lights                                       | 15  | 12 | 10 | 7  | 5  | 3  | 2  | 1  | 0  | 0   |
| W Series                                          | 15  | 12 | 10 | 7  | 5  | 3  | 2  | 1  | 0  | 0   |
| Euroformula Open                                  | 15  | 12 | 10 | 7  | 5  | 3  | 2  | 1  | 0  | 0   |
| Super Formula Lights                              | 15  | 12 | 10 | 7  | 5  | 3  | 2  | 1  | 0  | 0   |
| Championnats nationaux de Formule 4 certifiés FIA | 12  | 10 | 7  | 5  | 3  | 2  | 1  | 0  | 0  | 0   |
| FIA WEC - LMGT-Pro                                | 12  | 10 | 7  | 5  | 3  | 2  | 1  | 0  | 0  | 0   |
| Asian/ELMS - LMP2                                 | 10  | 8  | 6  | 4  | 2  | 0  | 0  | 0  | 0  | 0   |
| FIA WEC - LMGT-Am                                 | 10  | 8  | 6  | 4  | 2  | 0  | 0  | 0  | 0  | 0   |
| IMSA - GTLM                                       | 10  | 8  | 6  | 4  | 2  | 0  | 0  | 0  | 0  | 0   |
| Championnats nationaux de F3 anciennes            | 10  | 7  | 5  | 3  | 1  | 0  | 0  | 0  | 0  | 0   |
| Indy Pro 2000                                     | 10  | 7  | 5  | 3  | 1  | 0  | 0  | 0  | 0  | 0   |
| NASCAR National                                   | 10  | 7  | 5  | 3  | 1  | 0  | 0  | 0  | 0  | 0   |
| International GT3 Series                          | 6   | 4  | 2  | 0  | 0  | 0  | 0  | 0  | 0  | 0   |
| Championnat du monde de karting - Sénior          | 4   | 3  | 2  | 1  | 0  | 0  | 0  | 0  | 0  | 0   |
| Championnats continentaux de karting FIA - Sénior | 3   | 2  | 1  | 0  | 0  | 0  | 0  | 0  | 0  | 0   |
| Championnat du monde de karting - Junior          | 3   | 2  | 1  | 0  | 0  | 0  | 0  | 0  | 0  | 0   |
| Championnats continentaux de karting FIA - Junior | 2   | 1  | 0  | 0  | 0  | 0  | 0  | 0  | 0  | 0   |

Pour pouvoir attribuer des points de Super Licence, les championnats doivent être composés d'au moins cinq compétitions et doivent être disputés sur trois pistes ou configurations de pistes différentes. Ils doivent être approuvés par leur autorité sportive nationale conformément au code sportif international. Les courses doivent être aussi disputés sur des circuits homologués par la FIA. Il est nécessaire également que 16 pilotes au minimum prennent part aux courses du championnat. Si moins de 16 pilotes prennent part à l'une des épreuves du championnat, le nombre de point est diminué progressivement de 10 % par pilote manquant. Par exemple, ce sont 100 % des points attribués avec 16 pilotes ou plus au départ, 90 % des points avec 15 pilotes, 80 % des points avec 14 pilotes, etc.

#### Assouplissement pour l'année 2020
L'année 2020 est marquée par la pandémie de Covid-19 qui perturbe la tenue et le déroulement des événements sportifs dans le monde entier. Le sport automobile ne fait pas exception et de nombreuses compétitions sont limitées ou annulées. La FIA décide de mettre en place différents assouplissements dans le règlement de la Super Licence.
Les pilotes peuvent ne pas comptabiliser l'année 2020 dans les trois années nécessaires pour valider les points de Super Licence. Ainsi, il est possible de bénéficier des trois saisons les plus prolifiques sur les quatre dernières. La FIA a également mis en place la possibilité de délivrer une Super Licence avec uniquement 30 points de Super Licence valides si elle considère que le pilote n'a pas pu concourir normalement du fait de circonstances indépendantes de sa volonté ou de raisons de force majeur.
Les championnats délivrant des points de Super Licence connaissent aussi quelques changements. Pour les saisons 2020 et 2021, les championnats n'ont besoin d'être composés que d'un nombre de trois compétitions au lieu de cinq. Le nombre de piste différentes minimum est de deux au lieu de trois. Le nombre de pilotes nécessaire au départ pour pouvoir attribuer 100 % des points est réduit à 10 participants.

### Super Licence Essais libres
La FIA peut également attribuer aux pilotes une Super Licence Essais libres. Comme son nom l'indique, cette licence permet à un pilote de prendre part à des essais libres dans le cadre d'un Grand Prix de Formule 1. Les conditions de délivrance sont les mêmes que celles de la Super Licence classique ; la seule différence est que le pilote n'a besoin que de 25 points de Super Licence pour valider sa Super Licence Essais libres. De nombreux pilotes ont pu ainsi participer à des séances d'essais libres avant d'être éligible pour la Super Licence. En plus de pouvoir se familiariser avec une monoplace de Formule 1, les pilotes peuvent aussi engranger des points de Super Licence supplémentaires en participant aux essais libres. La licence est délivrée pour une période d'essai de 12 mois et est détenu provisoirement sous réserve de révision à tout moment.

## Polémiques
Après le conflit opposant la FISA et les pilotes, la Super Licence est finalement introduite en 1984. Cependant, la certification se trouve à plusieurs reprises au centre d'autres conflits et polémiques durant plusieurs années. Le document devient notamment un levier important dans le rapport entre les autorités sportives et les pilotes.
Une des infractions aux règlements des licences concerne la tenue de propos ou d'actes qui portent un préjudice moral ou matériel à la FIA, à ses organes, à ses membres ou ses dirigeants et plus généralement à l'intérêt du sport automobile. Cette partie, sous une autre forme, a été notamment au centre des discussions lors de la grève des pilotes en 1982. Cette clause est remise en avant en janvier 1990 lorsque la FISA décide de menacer de suspendre la Super Licence d'Ayrton Senna à la suite de propos diffamatoires tenus par le pilote à la fin de la saison précédente après sa disqualification du Grand Prix du Japon 1989. La FISA inflige à Senna une amende de 100 000 dollars et lui demande des excuses publiques s'il désire obtenir une Super Licence pour la saison suivante. L'affaire prend de l'ampleur et Ayrton Senna décide de ne pas présenter ses excuses. Le pilote brésilien n'est alors pas inscrit dans la première liste des participants à la saison 1990, mais il est rapidement réintégré dans une seconde liste présenté le même jour par le président de la FISA Jean-Marie Balestre à la suite d'une lettre du pilote brésilien.
Un autre sujet de polémique revenu à plusieurs reprises concerne le prix de la Super Licence. A plusieurs occasions, les autorités du sport automobile ont augmenté les coûts pour obtenir le document. Une première hausse a lieu en avril 1987 et provoque la grogne de plusieurs pilotes. La FISA, se rappelant des évènements de 1982, renonce finalement à ce changement à la suite des réclamations de plusieurs pilotes menés par le champions du monde en titre Alain Prost. Le coût de la Super Licence revient à plusieurs reprises dans les débats lorsque la FISA, puis la FIA, opèrent à des changements comme en 1995 ou en 2008.